# Шкелен
Шкелен (њем. Schkölen) град је у њемачкој савезној држави Тирингија. Једно је од 93 општинска средишта округа Зале-Холцланд. Према процјени из 2010. у граду је живјело 2.729 становника. Посједује регионалну шифру (AGS) 16074116.

## Географски и демографски подаци
Шкелен се налази у савезној држави Тирингија у округу Зале-Холцланд. Град се налази на надморској висини од 210 метара. Површина општине износи 53,3 km². У самом граду је, према процјени из 2010. године, живјело 2.729 становника. Просјечна густина становништва износи 51 становника/km².